# Салове дерево
{{#ifeq:0|0|{{#if:|{{#if:Shorearobusta|[[]}}|}}}}
Сал, салове дерево (Shorea robusta) — вид рослин родини діптерокарпові (Dipterocarpaceae).

## Будова
Листопадне дерево з круглястою кроною до 50 метрів висоти. Листя гладеньке, 15 см довжини. Молоде листя червонястого кольору. Жовто-білі квіти зібрані у великі китиці. Запилюється комахами Thysanoptera. Насіння має крило за допомогою якого розлітається далеко від дерева.

## Поширення та середовище існування
Росте в Непалі, Індії, Бірмі.

## Практичне застосування
В Індії з насіння варять кашу разом з квітами Bassia latifolia та плодами Dolichos biflorus. В Ченнаї міська біднота робить з подрібненого насіння хліб.

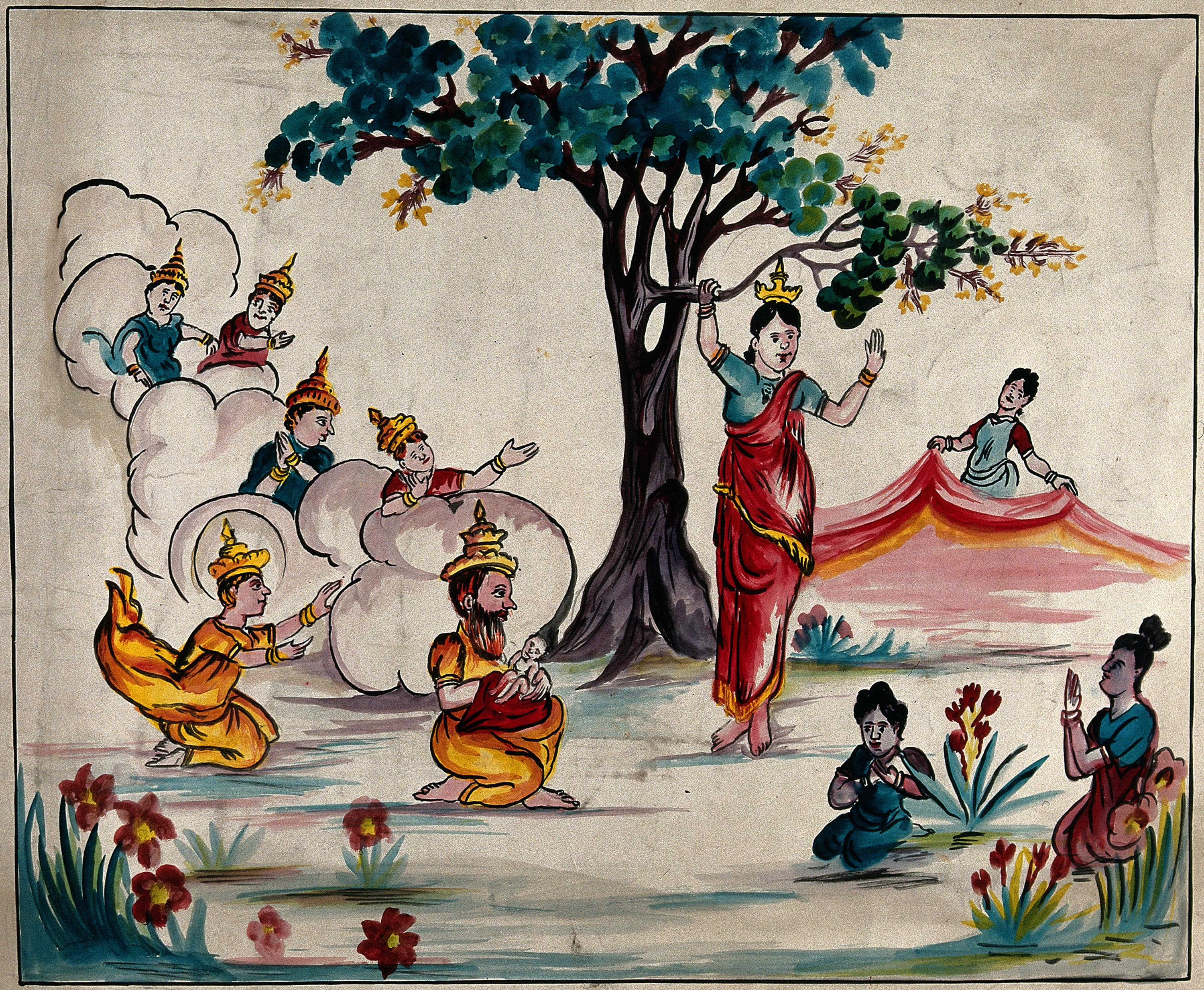
Картина, що змальовує народження Будди з квітучим деревом сал

## Сал в культурі
За індуїстськими легендами сал улюблене дерево бога Вішну. У буддизмі за легендою мати Будди Махамая тримала гілку дерева сал, коли народжувала сина. Дерево сал інколи плутають з Saraca indica та Couroupita guianensis.